# Dragon Ball Z: Sagas
Dragon Ball Z: Sagas è un videogioco in 3D uscito nel 2005 per tre piattaforme: PlayStation 2, Xbox e GameCube, basato sull'anime Dragon Ball Z. È il primo gioco di Dragon Ball ad esser stato pubblicato su una console non-giapponese, ma americana.

## Modalità di gioco
Questo videogioco di Dragon Ball si distingue da tutti gli altri proponendo un gameplay che prende le meccaniche di un picchiaduro a scorrimento in cui 1 o 2 giocatori potranno combattere insieme tutti gli avversari che avranno di fronte e combattere assieme, i boss di fine livello che riprendono i combattimenti della storia di Dragon Ball, nel Gameplay è stato inserita la possibilità di trasformare il nostro personaggio (se ne ha la possibilità). Dopo aver finito la modalità Storia la si può riaffrontare nella Modalità Pendolum cercando di prendere tutti gli oggetti segreti.

## Livelli e archi
Ci sono 19 livelli nel gioco che seguono fedelmente gli eventi narrati nell'anime. Gli archi in ordine sono: Saga dei Saiyan, Saga di Ginew, Saga di Freezer, Saga di Yardrat, Saga di Trunks, Saga degli Androidi, ed infine la Saga di Cell. Nei livelli del gioco bisogna completare varie missioni, comprare abilità, eliminare gli avversari e sconfiggere i boss. È possibile giocare i livelli con vari personaggi e, una volta completati tutti, è possibile rigiocarli con qualunque personaggio, sbloccando di conseguenza anche quelli extra.
È presente anche un livello in cui si narra un avvenimento mai visto con un personaggio inedito: Soba, il maestro di Goku su Yardrat. La Saga di Yardrat è un'esclusiva assoluta presente solamente in questo gioco e in nessun altro videogioco di Dragon Ball mai realizzato fino ad oggi.

## Personaggi giocabili
- Goku: L'arrivo
- Goku: Duello Saiyan
- Goku: Asceso
- Goku: Armatura RIT
- Goku: Gioco di Cell
- Vegeta: Saiyan Elite
- Vegeta: Armatura RIT
- Vegeta: Armatura RIT variante
- Gohan bambino
- Gohan bambino: Armatura RIT
- Gohan ragazzo: Armatura RIT variante
- Gohan ragazzo: Uniforme namecciana
- Gohan ragazzo: Gioco di Cell
- Gohan adulto
- Gohan adulto: Un braccio
- Piccolo
- Piccolo col mantello
- Trunks: Senza giacca
- Trunks: Giacca scura
- Trunks: Armatura RIT
- Trunks: Armatura RIT variante
- Trunks ragazzo
- Trunks: Giacca chiara

Dopo il completamento del gioco, si potrà giocare qualsiasi livello, con qualunque personaggio sbloccato; i seguenti potranno essere utilizzati dopo aver terminato determinati livelli:
- Broly
- Bardak
- Crilin
- Yamcha
- Tenshinhan

## Doppiaggio
| Personaggio       | Doppiatore        |
| ----------------- | ----------------- |
| Scagnozzo         | Bill Townsley     |
| Guldo             | Bill Townsley     |
| Capitano Ginew    | Brice Armstrong   |
| Vegeta            | Christopher Sabat |
| Piccolo           | Christopher Sabat |
| Yamcha            | Christopher Sabat |
| Androide Nº 17    | Chuck Huber       |
| Cell              | Dameon Clarke     |
| Cell Jr.          | Dameon Clarke     |
| Cell Jr.          | Justin Cook       |
| Armata Red Ribbon | Duncan Brunnan    |
| Trunks            | Eric Vale         |
| Tenshinhan        | John Burgmeier    |
| Saibaiman         | John Burgmeier    |
| Dr. Gelo          | Kent Williams     |
| Narratore         | Kyle Hebert       |
| Gohan adulto      | Kyle Hebert       |
| Dende             | Laura Bailey      |
| Freezer           | Linda Young       |
| Androide Nº 18    | Meredith McCoy    |
| Maestro Muten     | Mike McFarland    |
| Nappa             | Phil Parsons      |
| Androide Nº 19    | Phillip Wilburn   |
| Goku              | Sean Schemmel     |
| Re Kaioh          | Sean Schemmel     |
| Crilin            | Sonny Strait      |
| Bardak            | Sonny Strait      |
| Gohan             | Stephanie Nadolny |
| Bulma             | Tiffany Vollmer   |
| Broly             | Vic Mignona       |